# Aerossol odontológico

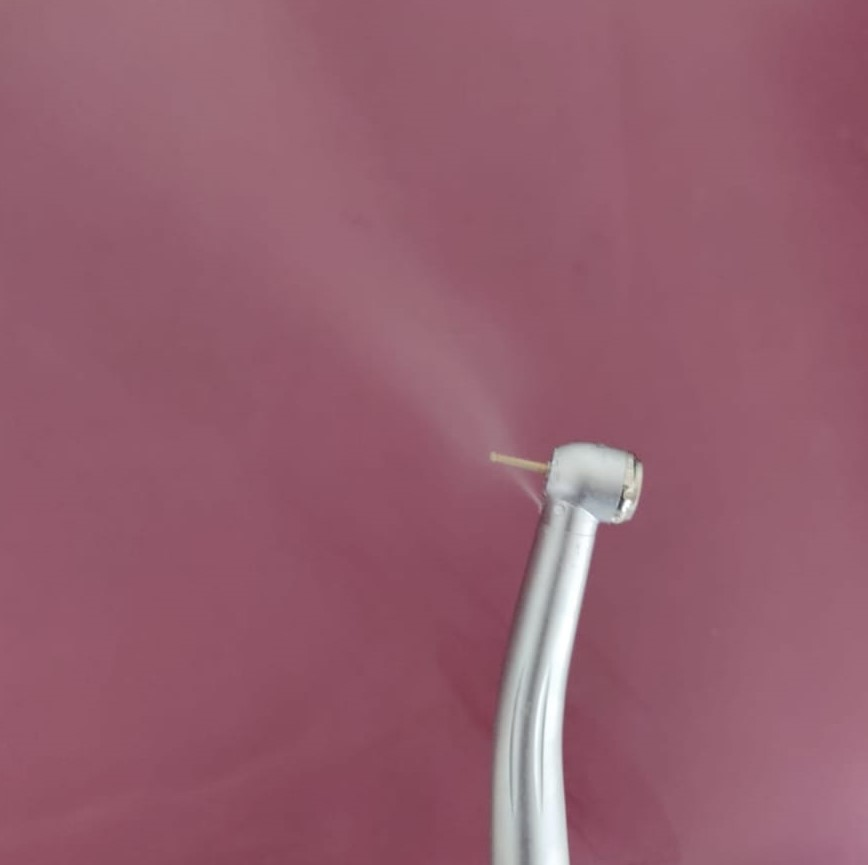
Aerossol de uma caneta de alta rotação odontológica

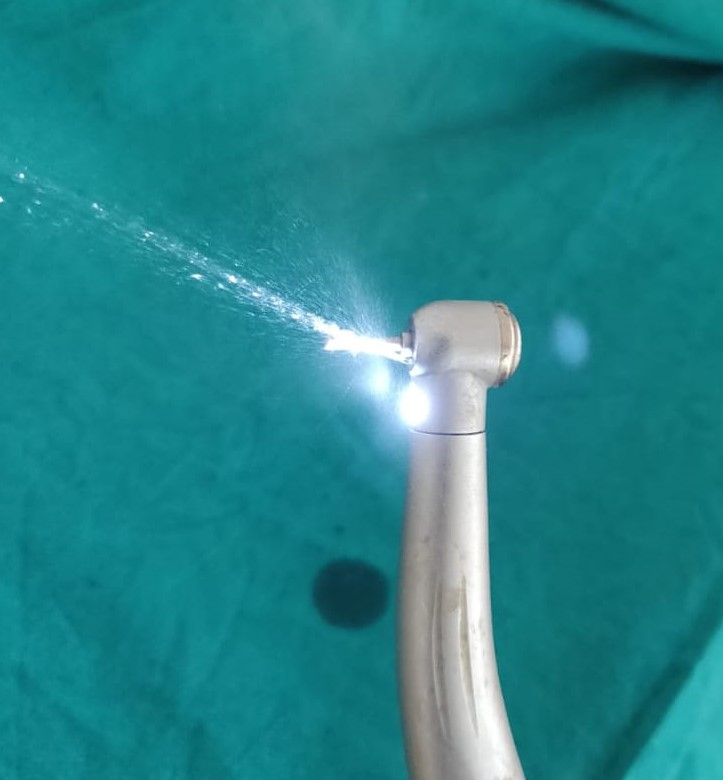
Respingos e aerossóis saindo da caneta de alta rotação odontológica

Um aerossol odontológico é um aerossol produzido a partir de instrumentos odontológicos, peças de mão odontológicas, seringa tríplice e outros instrumentais de alta rotação. Esses aerossóis podem permanecer suspensos no ambiente clínico. Os aerossóis odontológicos podem representar riscos para o cirugião-dentista, outros profissionais da odontologia e  pacientes. As partículas mais pesadas (por exemplo, >50 µm ) contidos nos aerossóis provavelmente permanecerão suspensos no ar por um período relativamente curto e se depositarão rapidamente nas superfícies; no entanto, as partículas mais leves podem permanecer suspensas por períodos mais longos e podem viajar a alguma distância da fonte. Essas partículas menores são capazes de se depositar nos pulmões quando inaladas e fornecem uma via de transmissão de doenças . Diferentes instrumentos odontológicos produzem quantidades variadas de aerossol e, portanto, apresentam riscos diferentes de dispersão de microrganismos da boca. Peças de mão odontológicas como a caneta de alta rotação, geralmente produzem mais aerossol, os micromotores de baixa rotação produzem menos, embora isso dependa da configuração, se for usar água ou não.

## Composição
Esses aerossóis odontológicos são bioaerossóis que podem estar contaminados com bactérias, fungos e vírus provenientes da cavidade bucal, da pele e da água utilizada nas tubulações da cadeira odontológica. Os aerossóis odontológicos também possuem micropartículas de brocas e partículas de sílica que são um dos componentes de materiais de restaurações odontológicas como compósitos dentais . Dependendo do procedimento e do local, a composição do aerossol pode mudar de paciente para paciente. Além dos microrganismos, esses aerossóis podem consistir de gotículas de saliva, fluido crevicular gengival, sangue,placa dentária, cálculo, detritos dentários, secreções oronasais, óleo de peças de mão dentárias, e micropartículas de trituração dos dentes e de materiais dentários. Eles também podem consistir de partículas abrasivas que são expelidas durante a abrasão a ar e de métodos de polimento .

## Tamanho
Os aerossóis odontológicos contêm uma ampla gama de partículas, sendo a maioria inferior a 50 µm . As partículas menores com tamanho entre 0,5 µm -10 µm são mais susceptíveis a serem inaladas e têm  potencial de transmitir  infecções . Partículas menores provavelmente permanecerão suspensas por períodos de tempo mais longos e podem migrar para mais longe da fonte. O tempo de acomodação das partículas é descrito pela lei de Stokes em parte como uma função de seu diâmetro aerodinâmico.

## Perigos potenciais e mitigação
A água utilizada nas unidades odontológicas pode estar contaminada com Legionella, e os aerossóis produzidos pelas peças de mão odontológicas podem contribuir para a disseminação da Legionella no ambiente; portanto, há risco de inalação pelo cirugião-dentista, equipe odontológica e pacientes. As linhas d´ água da unidade odontológica (DUWLs) também podem estar contaminadas com outras bactérias como Mycobacterium spp e Pseudomonas aeruginosa . A infecção por espécies de Legionella causa infecções como Legionelose e várias pneumonias. No entanto, ainda não há evidências fortes sugerindo que os cirugiões-dentistas correm maior risco ocupacional de Legionella . A transmissão da tuberculose também ocorre a partir  da tosse produzida por pacientes com tuberculose que são submetidos à procedimentos com produção de aerossóis. O Mycobacterium tuberculosis é transmitido na forma de núcleos de gotículas menores que 5 µm que ficam suspensos no ambiente por mais tempo. O desenvolvimento de tuberculose ativa em Profissionais de Saúde Bucal (DHCWs) é menos provável do que nos demais Profissionais de Saúde (HCWs). Faltam evidências que comprovem o desenvolvimento de tuberculose ativa decorrente dessa transmissão em Profissionais da Odontologia (DHCWs).
O vírus que causou a pandemia da COVID-19 foi nomeado como coronavírus 2 da síndrome respiratória aguda severa  (SARS-CoV-2) pelo Comitê Internacional de Taxonomia de Vírus (ICTV) em 11 de fevereiro de 2020. O SARS-CoV-2 permanece estável em aerossóis por várias horas. O vírus é viável por horas em aerossóis e por poucos dias em superfícies, portanto, a transmissão do SARS-CoV-2 é possível por meio de aerossóis e também mostra transmissão por fômites .
Os cirurgiões-dentistas foram descritos anteriormente como um dos principais grupos de trabalho com alto risco de exposição ao SARS-CoV-2. Devido à proximidade dos profissionais da odontologia com  pacientes, os procedimentos odontológicos que envolvem a produção de aerossol não são aconselháveis em pacientes com teste positivo para COVID-19, exceto em tratamento odontológico de emergência. Em 16 de março de 2020, a American Dental Association ( ADA ) aconselhou os cirurgiões-dentistas a adiarem todos os procedimentos eletivos. A ADA também desenvolveu orientações específicas para realização de procedimentos odontológicos durante a pandemia de COVID-19 .
Elementos como cálcio, alumínio, sílica e fósforo também podem ser encontrados nos aerossóis odontológicos produzidos durante procedimentos como a remoção de aparelhos ortodônticos. Estas partículas podem variar de 2 a 30 µm de diâmetro e há chances de inalá-los.
Vários métodos foram propostos e são amplamente utilizados para controlar os aerossóis dentais e reduzir o risco de transmissão de doenças. Por exemplo, aerossóis dentais podem ser controlados ou reduzidos usando sucção com bomba à vácuo, dique de borracha, a baixa rotação, e exaustores de ar (sucção extra-oral).